# 1065 Амундсенія
1065 А́мундсенія (1926 PD, 1930 XL, 1955 QE, 1955 RD, 1955 SM1, 1065 Amundsenia) — астероїд головного поясу, відкритий 4 серпня 1926 року.
Тіссеранів параметр щодо Юпітера — 3,477.